# Пруси (Груєцький повіт)
Пруси (пол. Prusy) — село в Польщі, у гміні Варка Груєцького повіту Мазовецького воєводства.
Населення — 99 осіб (2011).
У 1975-1998 роках село належало до Радомського воєводства.

## Демографія
Демографічна структура станом на 31 березня 2011 року:
|          | Загалом | Допрацездатний вік | Працездатний вік | Постпрацездатний вік |
| -------- | ------- | ------------------ | ---------------- | -------------------- |
| Чоловіки | 52      | 13                 | 36               | 3                    |
| Жінки    | 47      | 12                 | 28               | 7                    |
| Разом    | 99      | 25                 | 64               | 10                   |